# Festa del Redentore

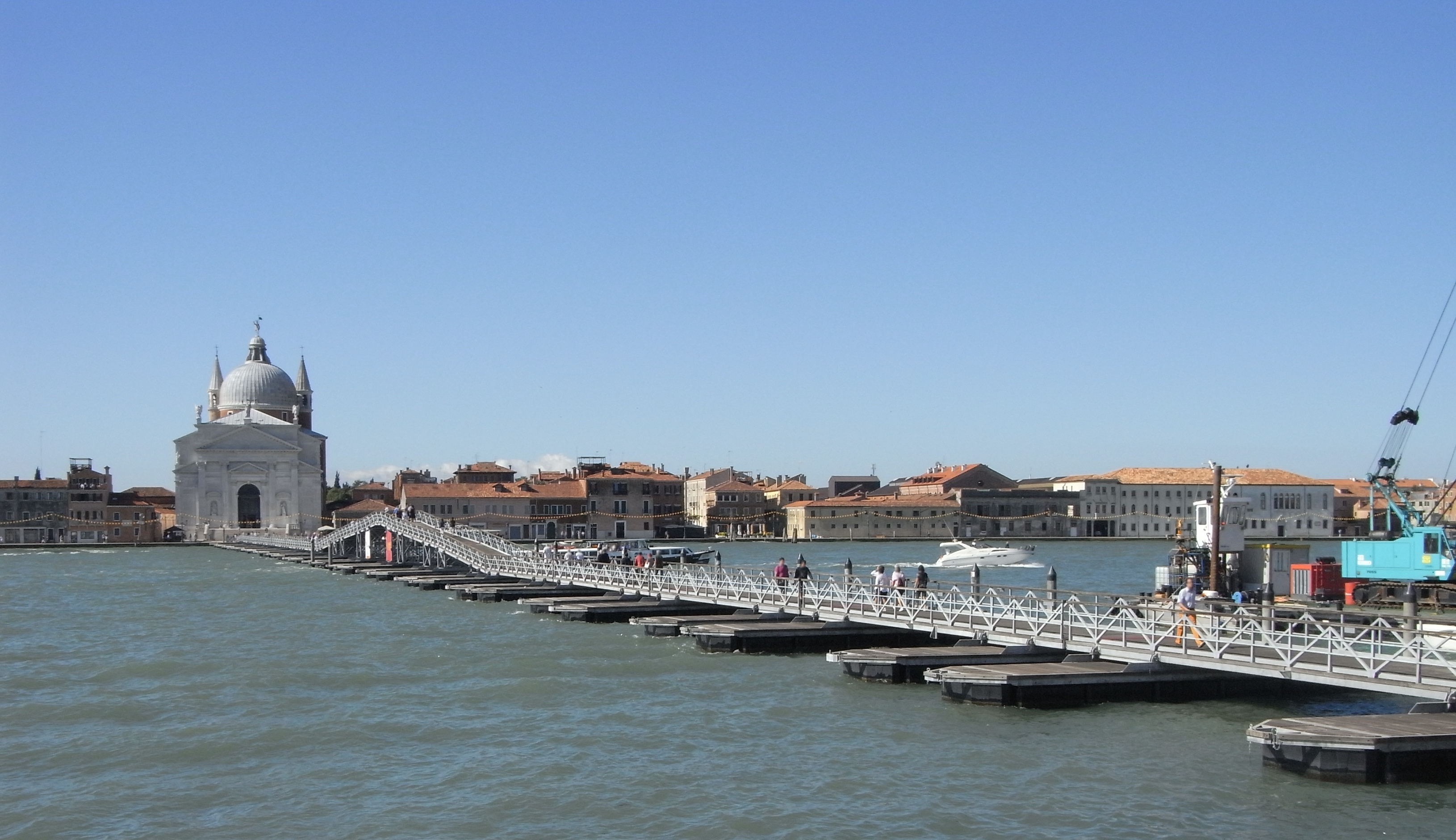
Temporäre Brücke zwischen Zattere und Giudecca

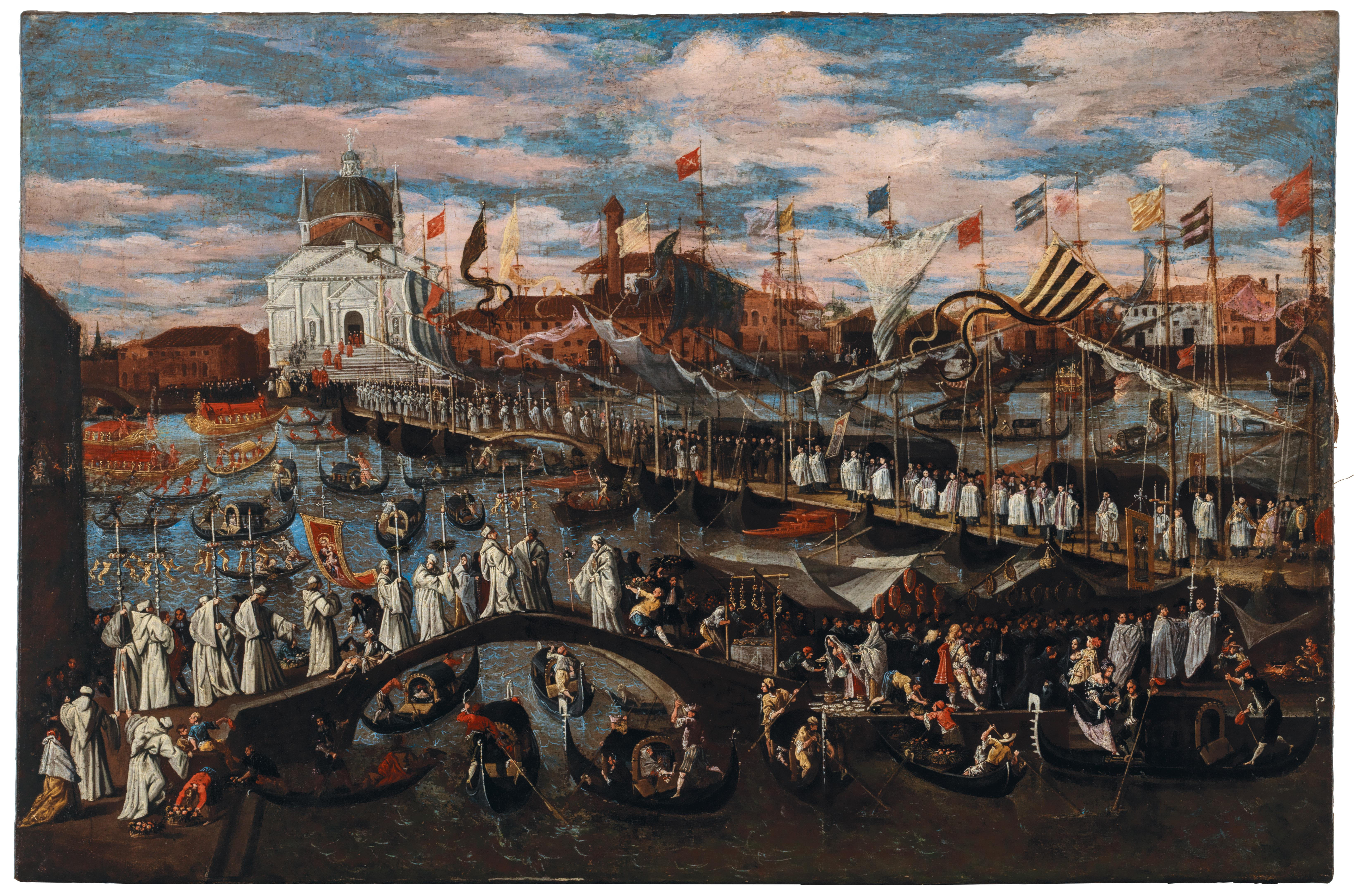
Joseph Heintz d. J. (1600–1678): Umzug zum Erlöserfest, Öl auf Leinwand, 59,5 × 90,5 cm

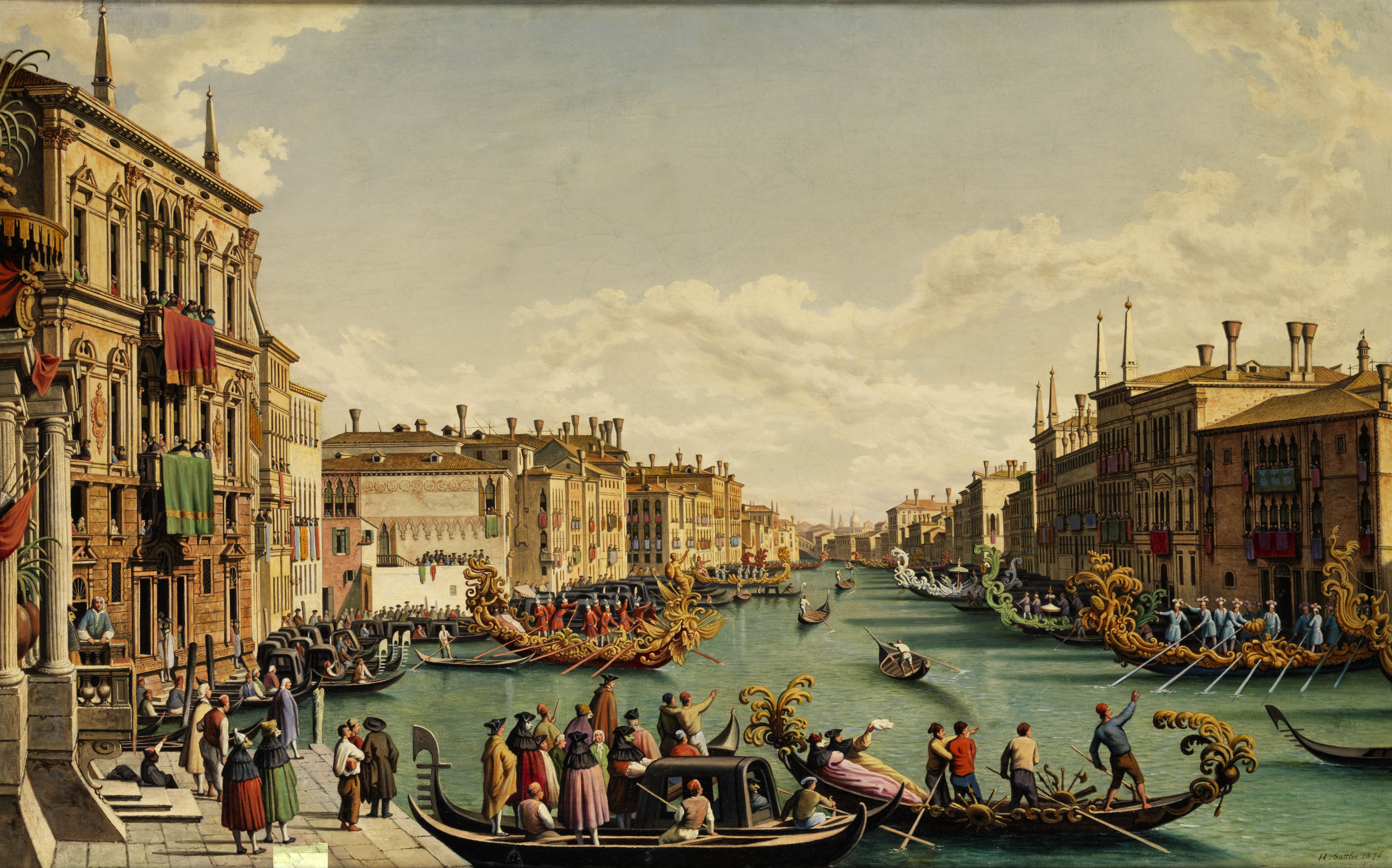
Hubert Sattler: Das Redentore-Fest in Venedig, Öl auf Leinwand, 52,5 mal 84,5 cm, 1876, Privatbesitz

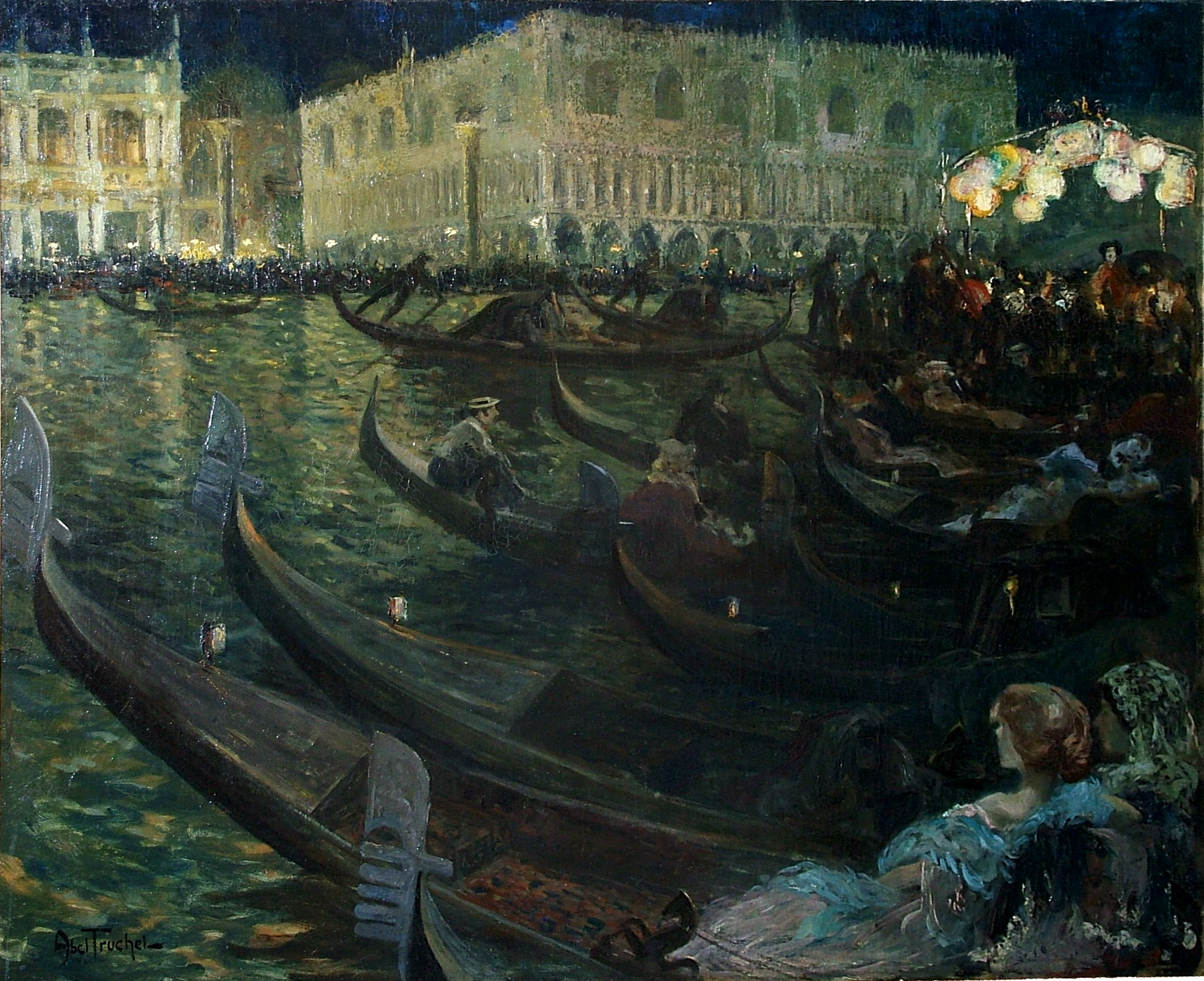
Gemälde des Erlöserfestes von Louis Abel-Truchet (1857–1918), Öl auf Leinwand, 123,3 × 96 cm

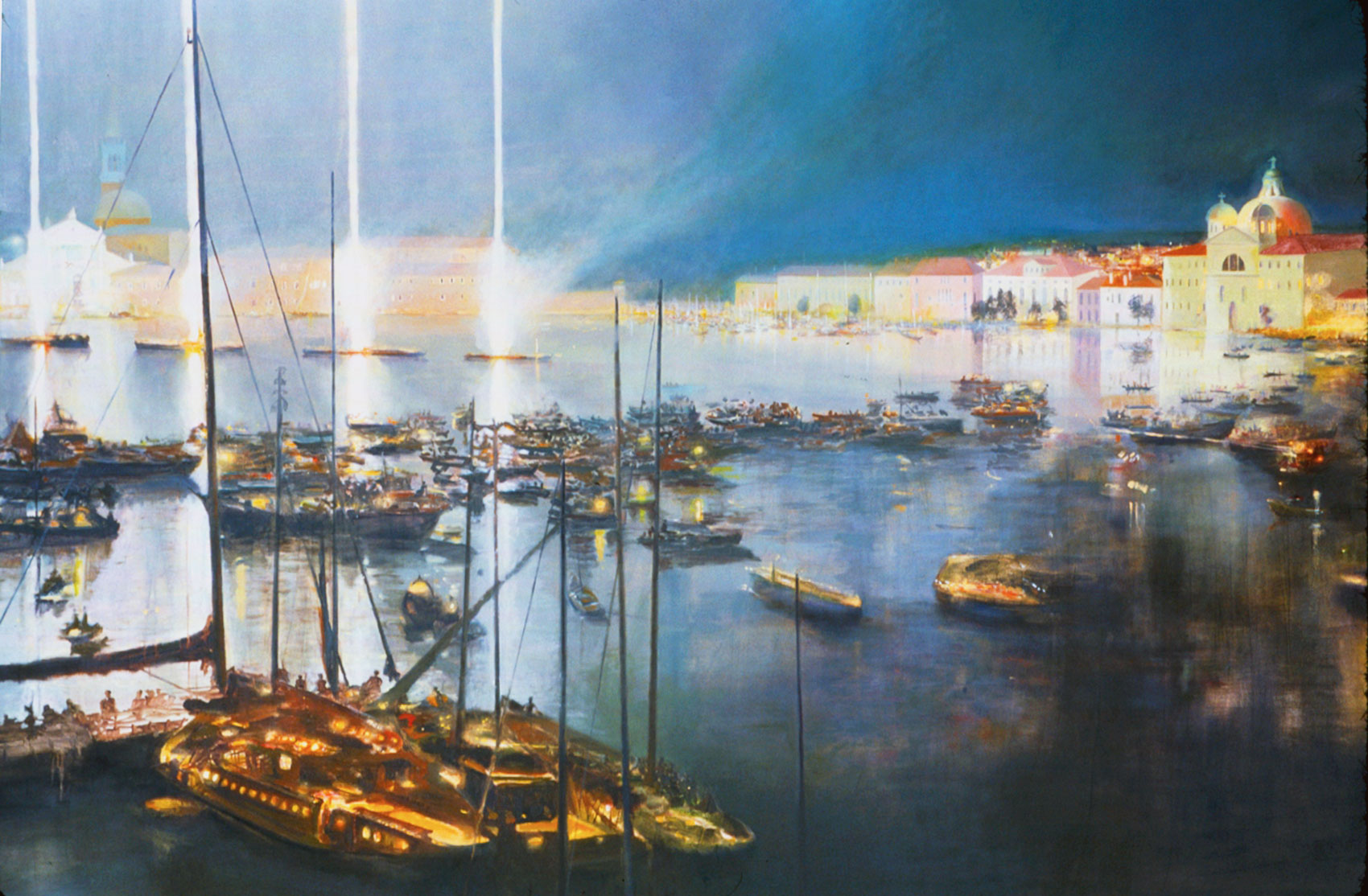
Gemälde von Sergio Rossetti Morosini, Öl auf Leinwand, 200 × 280 cm, 1995

Die Festa del Redentore (Erlöserfest) oder einfach Redentore ist eine öffentliche Feier zur Erinnerung an die Befreiung von der längsten Pestwelle, die Venedig erlebte, und die von 1575 bis 1577 andauerte. Die Feier findet seither jedes Jahr am 3. Samstag im Juli statt. Aus ähnlichem Anlass, aus Dankbarkeit für die Befreiung von der Pest der Jahre 1630 bis 1631, findet jeweils am 21. November die Festa della Madonna della Salute statt.

## Geschichte
Mit Beschluss der Republik Venedig vom 4. September 1576 sollte eine Kirche für den Erlöser (Redentore) errichtet werden, die Redentorekirche, die meist einfach Il Redentore genannt wird. Seit 1577 sind Feierlichkeiten belegt. Heute wird eine Bootsbrücke über den Canale della Giudecca gelegt, die die Zattere mit der Kirche auf der Giudecca verbindet, und die nach den Feierlichkeiten wieder abgebaut wird.
Gegen Ende der österreichischen Zeit, im Jahr 1861, fürchtete man Störungen durch „Revolutionäre“ – gemeint waren die Anhänger des Risorgimento, die nach der Vereinigung Italiens nun den Anschluss Venetiens forderten –, wie die Donau-Zeitung am 27. Juli 1861 berichtete. Dort hätte am 21. Juli die übliche Tombola stattgefunden, die allerdings wegen Drohungen weniger Besucher fand, jedoch wären die angekündigten Demonstrationen ausgeblieben. Selbst die Explosion zweier Petarden hätte die Menge auf dem feierlich beleuchteten Platz nicht auseinandertreiben können.
1873 fiel das Fest wegen der grassierenden Cholera aus, da man in der Enge massenhafte Ansteckung fürchtete.
Die Beamten-Zeitung berichtet von „weit über tausend Barken“, die wieder an dem Fest des Jahres 1889 teilnahmen, und davon, dass die große Glocke des Redentore um 3 Uhr nachts das rauschende Fest, „das heidnische Bacchanal“,  beendet habe. Schlagartig sei wieder alles in ein „christliches Fest des Erlösers verwandelt“ worden. Die Boote seien in Erwartung des Sonnenaufgangs zum Lido gefahren. Dieser Brauch, Richtung Lido zu fahren, sei erst vor kurzer Zeit entstanden, wie es 1871 in der Illustrazione popolare hieß.

## Anlass und Einordnung des Kirchenbaus
Die Pestwelle ab 1575 war so heftig, dass die Terraferma ein Viertel ihrer Bevölkerung verlor. Verheerend waren die Folgen der Pest auch in Venedig. Die dortigen Gremien – der Große Rat, der Rat der Zehn, der Senat usw. – waren wegen der hohen Verluste unter ihren Mitgliedern fast nicht mehr arbeitsfähig. Das bekannteste Opfer dürfte Tizian gewesen sein, der im Alter von rund 90 Jahren der Epidemie zum Opfer fiel.
Nach der Pest stellte sich die Frage, wie die versprochene Kirche aussehen, und wo sie platziert werden sollte. Dabei waren die politischen Verhältnisse, insbesondere das Verhältnis zwischen der Republik Venedig und dem Papst von ausschlaggebender Bedeutung, denn zunehmend verbanden sich derlei Fragen mit dieser politischen Konstellation. Jedwede Orientierung an römischer Politik oder Kunst, Architektur und Technik stieß auf Ablehnung, denn man fürchtete, dass die Abwendung von den eigenen Traditionen in eine ideologische und politische Abhängigkeit führen würde. Sowohl die Rialtobrücke, die neu gebaut wurde, als auch die besagte Kirche sollten daher nicht nach Plänen Andrea Palladios erbaut werden. Genauso wurde der anstehende Umbau des Markusplatzes, den Vincenzo Scamozzi ausführen sollte, als römischer und damit päpstlicher Triumphalismus abgelehnt. Doch im Fall von Redentore wurde das Vorhaben Palladios angenommen.
Am 3. Mai 1577 wurde der Grundstein durch den Dogen Alvise Mocenigo I. gelegt, und bereits am 21. Mai fand die erste Prozession über eine Schiffsbrücke, die von der Piazzetta über den Canale della Giudecca geschlagen wurde, zu dem provisorisch eingerichteten Altar auf der Baustelle statt. Noch im Sommer fand die Pestwelle ihr Ende. Antonio da Ponte konnte das Bauwerk, nachdem Palladio 1580 gestorben war, im Jahr 1592 vollenden.
Am 21. Juli 1577 wurde das Ende der Pest ausgerufen, daher wird dieser Tag jeweils am 3. Juli-Wochenende feierlich begangen. Bis zum Ende der Republik im Jahr 1797 fanden diese Feierlichkeiten vor allem in Form einer Prozession unter Führung der weltlichen und geistlichen Oberhäupter über eine Brücke aus Schiffen statt.

## Verlauf der Feierlichkeiten
Bereits am Freitag finden Konzerte statt. Die Eröffnung am folgenden Tag bildet die Segnung durch den Patriarchen von Venedig auf den Stufen der Redentore-Kirche, sobald die 330 m lange Ponton-Brücke gegen 19 Uhr fertiggestellt und für die Prozessionsteilnehmer geöffnet ist. Der Prozession schließen sich Messen an.
Auf dem Bacino di San Marco wird in der Stunde vor Mitternacht ein einstündiges Feuerwerk entzündet, zu dem sich Hunderte von Booten versammeln. Dabei wird ein opulentes Nachtmahl eingenommen; es folgen Konzerte auf dem Markusplatz. Während der ganzen Nacht bleiben zahlreiche Trattorie geöffnet. Auch auf dem Lido wird danach gefeiert. Allerdings okkupieren auch hier touristische Veranstaltungen mit lärmender Musik von gemieteten Booten das Fest der Venezianer.
Am folgenden Tag finden drei Regatten statt, die die Jüngsten eröffnen, denen zweirudrige Pupparini folgen, diesen wiederum zweirudrige Gondeln. Am Sonntagabend um 19 Uhr findet eine Messe unter Leitung des Patriarchen statt.